# 是我不夠好
《是我不夠好》，是索尼音樂藝人李毓芬在2016年4月18日推出的全新單曲。此首歌曲由吳克群操刀詞曲創作、擔任製作人。